# Le Portrait de Manon
Portret Manon (fr. Le portrait de Manon) – jednoaktowa opera Julesa Masseneta do libretta Georgesa Boyera. Prapremiera w Opéra Comique 8 maja 1894 w Paryżu.

## Osoby
- des Grieux – baryton
- Tyberc – tenor
- Jean – mezzosopran, rola spodenkowa
- Aurora – sopran

## Treść
Miejsce i czas akcji: Francja w kilkadziesiąt lat po wypadkach, przywołanych w „Manon”. Des Grieux żyje wciąż wspomnieniami o Manon. Jednocześnie odgrywa podobną rolę, co jego ojciec przed laty, nie zgadzając się na poślubienie przez swego wychowanka Jeana jego wybranki Aurory. Tyberc, przyjaciel des Grieux z czasów jego młodości, a obecnie rezydent w jego posiadłości, natrafiwszy na portret Manon, postanawia uknuć intrygę, która pozwoli młodym się połączyć. Otóż przebiera Aurorę w strój Manon z portretu. Gdy zjawia się ona przed des Grieux, ten ma wrażenie, jakby czas się cofnął i ponownie spotkał swoją ukochaną. Gdy rzecz się wyjaśnia, a na dodatek okazuje się, iż jest ona bratanicą jego dawnej miłości, nic już nie stoi na przeszkodzie szczęścia Aurory i Jeana.